# Mitläufer (Begleitperson)
Mitläufer nennen sich neben der bekannten negativen Bedeutung (Mitläufer) auch Personen, die benachteiligte oder ungeübte Menschen bei notwendigen Besuchen von Ämtern begleiten. 

## Idee

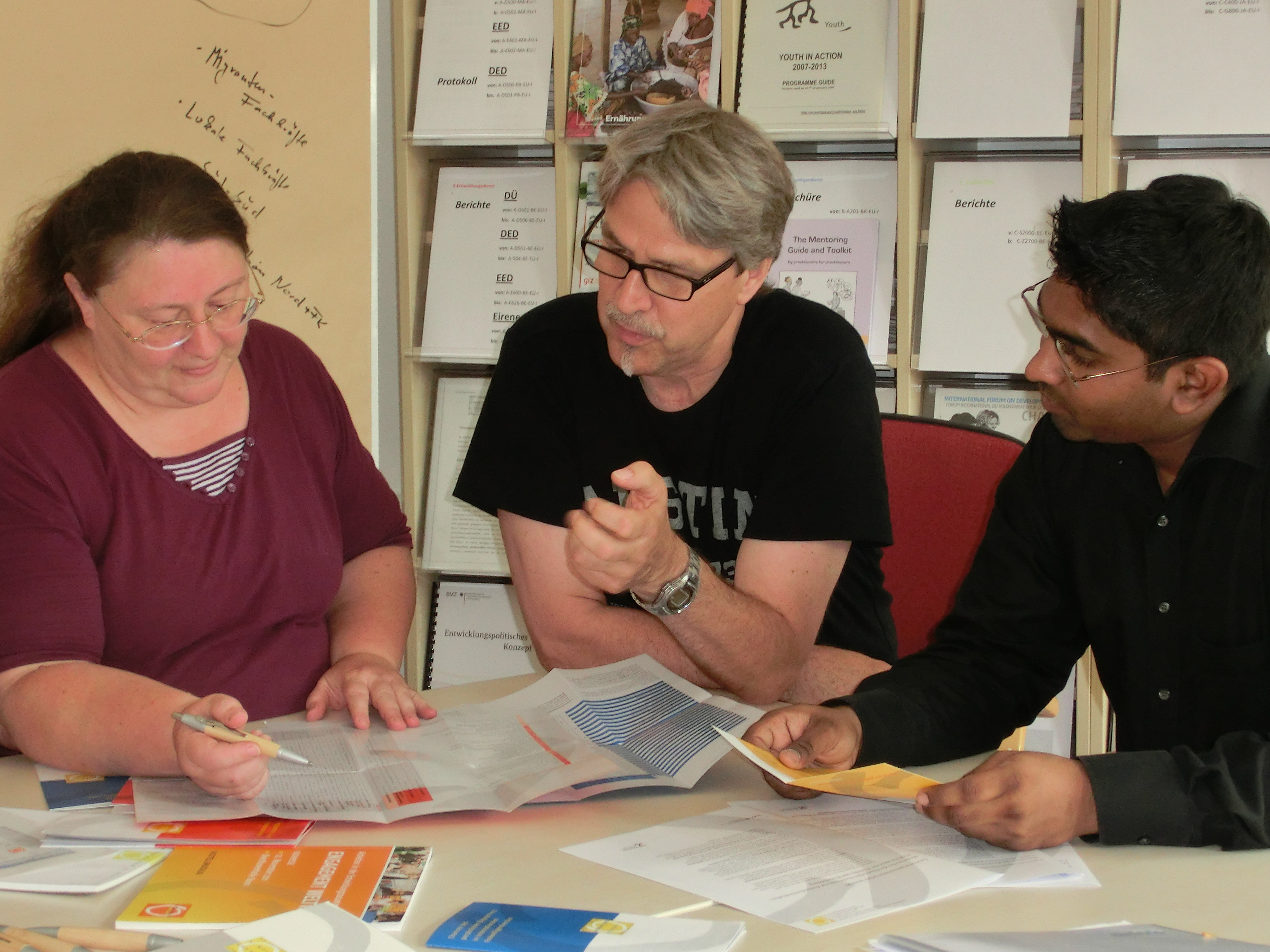

Die Idee entstand vor dem Hintergrund der Erfahrung, dass bei konfliktreichen Kontakten zwischen Sachbearbeitern und den Personen, die als Bürger auf die Hilfe durch Ämter angewiesen sind, allein die Anwesenheit einer dritten Person zur Deeskalation beiträgt und eine Hilfe gegen ungerechtfertigte Entscheidungen gegen die Interessen des Bürgers darstellt.
Der Mitläufer versteht sich als Beistand des Hilfesuchenden. Der von ihm selbst bestimmte Umfang des Engagements kann von gelegentlichen Begleitungen bis hin zu einem Umfang gehen, der einer Vollzeittätigkeit vergleichbar ist. Gesetzliche Grundlage ist in Deutschland der § 13 Absatz 4 des SGB X. Dort heißt es: „Ein Beteiligter kann zu Verhandlungen und Besprechungen mit einem Beistand erscheinen. Das von dem Beistand Vorgetragene gilt als von dem Beteiligten vorgebracht, soweit dieser nicht unverzüglich widerspricht.“

## Vereine
Ein 2012 gegründeter Verein Wir Gehen Mit – Die Mitläufer e.V. koordiniert bundesweit, dass Personen, die bereit sind, andere ehrenamtlich bei einem amtlichen Termin zu unterstützen und Hilfesuchende zueinanderfinden. Den Schwerpunkt bilden Begleitungen zu Terminen der Arbeitsagentur. Er bietet Schulungen für Menschen an, die sich als Mitläufer zur Verfügung stellen wollen und berät bei entstandenen Konflikten. Andere Hilfsangebote sind regional organisiert, z. B. durch den Verein Mensch ist Mensch im Ruhrgebiet oder die Initiative Keine/r muss allein zum Amt in Berlin.

## Grundsätze
Die Tätigkeit der  Mitläufer setzt keine bestimmte berufliche Qualifikation voraus. Der Mitläufer ist kein Rechtsbeistand. Mitläufer und Ratsuchender treffen sich vor dem anstehenden Termin und sprechen ab, ob der Mitläufer nur als stummer Begleiter auftreten soll oder sich auch verbal beteiligen soll. Die Mitläufer sind gehalten, nichts zu tun, was der Sache des Hilfesuchenden schaden könnten, aber ggf. zur Deeskalation beizutragen. Wird dies gewünscht, schreiben sie mit oder erstellen nach dem Termin für den Begleiteten ein Gedächtnisprotokoll. Wichtig ist die Zusicherung der Vertraulichkeit und der Verschwiegenheit gegenüber Dritten. Als weitere wichtige Eigenschaften des Mitläufers werden Zuverlässigkeit genannt und Zurückhaltung im Hinblick auf eine Beeinflussung der Begleiteten zu politischen oder weltanschaulichen Zwecken.